# Vahé Godel

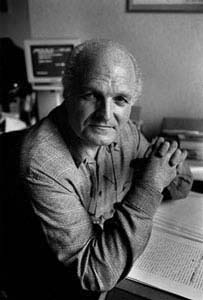
Porträt von Vahé Godel

Vahé Godel (* 16. August 1931 in Genf) ist ein französischsprachiger Schweizer Schriftsteller und Übersetzer.
Godel ist der Sohn einer Armenierin und eines auf die armenische Sprache spezialisierten Linguisten. Er hat am Collège de Genève unterrichtet und – neben seinen eigenen Werken – armenische Literatur ins Französische übersetzt.
Er gehörte zu den Gründern der Gruppe Olten. Godel lebt in Chêne-Bougeries.

## Auszeichnungen
- 1982 Einzelwerkpreis der Schweizerischen Schillerstiftung
- 1991 Prix Toumanian, Eriwan
- 1992 Prix des Rencontres Poétiques Internationales en Suisse Romande
- 2001 Medaille Moïse de Khorène, Eriwan

## Werke

### Prosa
- L’oeil étant la fenêtre de l’âme. Grasset, Paris 1972
- Du même désert à la même nuit. Jacques Antoine, Bruxelles 1978
- Qui parle? que voyez-vous? Zoé, Genève 1982
- Les frontières naturelles. Zoé, Genève 1986
- Exclu inclus. La Différence, Paris 1988
- Vous. La Différence, Paris 1990
- Ov. La Différence, Paris 1992
- Le chat. Cadex, Saussines 1993
- Arthur Autre. La Différence, 1994
- P.S. Metropolis, Genève 1995
- Le congrès d’automne. Cadex, Saussines 1995
- Un homme errant. Metropolis, Genève 1997
- Ruelle des oiseaux. Metropolis, Genève 1999
- Fragments d’une chronique. Metropolis, Genève 2001
- Le reste est invisible. Metropolis, Genève 2004
- Le sang du voyageur. Choix de textes. L’Age d’homme, Lausanne 2005

### Lyrik
- Signes particuliers. Grasset, Paris 1969
- Coupes sombres. La Baconnière, Boudry 1974
- Faits et gestes. La Baconnière, Boudry 1983
- L’heure d’or. Le Dé Bleu, Chaillé-sous-les-Ormeaux 1985
- Quelque chose quelqu’un. Choix de poèmes 1966–1986. Vorwort von Jean Starobinski. La Différence, Paris 1987
- La chute des feuilles. La Baconnière, Neuchâtel 1989
- Le goût de la lecture. Le Dé Bleu, Chaillé-sous-les-Ormeaux 1992
- De plus belle. La Différence, Paris 1993
- L’errance, la dérive, la trace. Cadex, Saussines 1998
- Zones frontières. Demoures, Lausanne 1998
- Ici (ailleurs). Demoures, Lausanne 2000
- Le sentiment de la nature. Cadex, Saussines 2002
- Le charme des vestiges. Caractères, Paris 2003

### Übersetzungen
- La poésie arménienne du Vème siècle à nos jours. La Différence, Paris 1990
- Grégoire de Narek: Prières. La Différence, Paris 1990
- Nahapet Koutchak: Cent poèmes d’amour et d’exil. La Différence, Paris 1991
- Daniel Varoujan: Chants païens et autres poèmes. La Différence, Paris 1994
- Grégoire de Narek: Odes et lamentations. La Différence, Paris 1995
- Mariné Petrossian: J’apporterai des pierres. Comp’Act, Chambéry 1995
- Narek/Koutchak: Tous les désirs de l’âme. Albin Michel, Les Carnets du Calligraphe, Paris 2002
- Mariné Pétrossian: Erevan. Comp’Act, Chambéry 2003

### Als Herausgeber
- Pericle Patocchi: L'Ennui du Bonheur et autres poèmes, La Différence, Paris 1993